# Bakonypéterd
Bakonypéterd é um município da Hungria, situado no condado de Győr-Moson-Sopron. Tem 10,02 km² de área e sua população em 2015 foi estimada em 284 habitantes.